# Frammento Fc

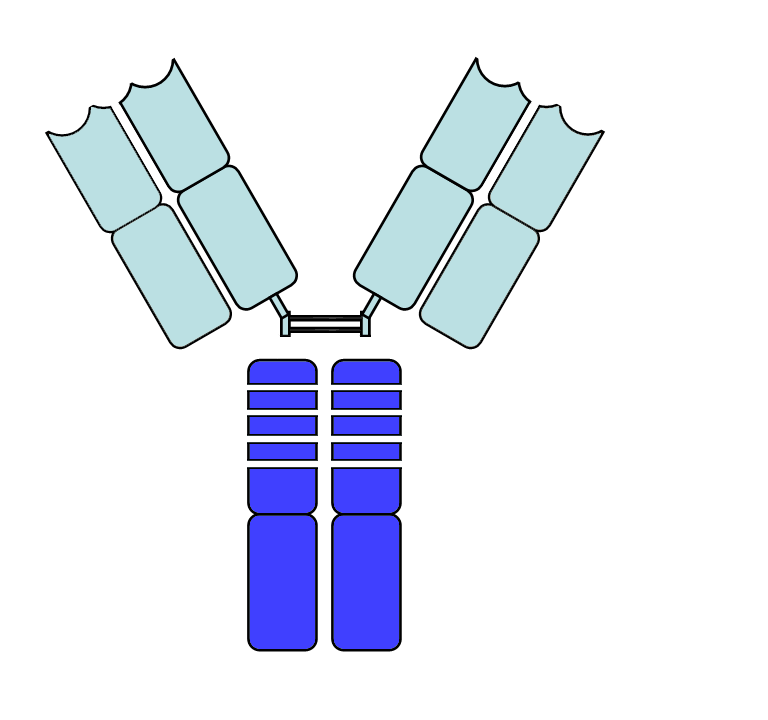
Clivaggio di un anticorpo: in azzurro i frammenti Fab, in blu scuro il frammento Fc.

Il frammento Fc, o frammento cristallizzabile, è una delle due porzioni che si ottengono per clivaggio di un anticorpo tramite speciali enzimi proteolitici (pepsina, papaina). L'anticorpo viene scisso da questi enzimi a livello del punto di congiunzione tra i tre bracci e si divide in due o tre frammenti a seconda dell'enzima utilizzato; la papaina ad esempio agisce al di sopra della regione cerniera, portando alla formazione di tre frammenti:
- due frammenti Fab, o "frammento legante l'antigene",
- un frammento Fc, o "frammento cristallizzabile".

Il frammento Fc è costituito da una porzione delle due catene pesanti che compongono l'immunoglobulina, mentre le catene leggere rimangono all'interno del Fab; non contiene inoltre al suo interno regioni variabili di queste catene, che sono comprese nel Fab, ma solo parte delle regioni costanti. Viene così chiamato per la sua capacità di cristallizzare, ovvero di formare complessi con altre strutture se immerso in un liquido proteico.
La sua funzione nell'anticorpo integro è quella di interagire con numerosi recettori chiamati FcR, posti sulla superficie di molte cellule immunitarie (macrofagi, eosinofili, basofili, linfociti B, neutrofili): una volta che il frammento Fab si è legato alle strutture estranee da esso riconosciute, mediante un processo conosciuto come opsonizzazione, questi recettori si ancorano al frammento Fc e permettono così di stabilire una sorta di ponte tra la cellula immunitaria e la particella estranea da eliminare. Un meccanismo particolare è svolto dai recettori FcRε, specifici per le IgE e presenti sui mastociti, che sono in grado di legare il frammento Fc prima che la porzione Fab abbia legato le strutture da essa riconosciute: in questo modo i mastociti sono in grado di utilizzare le IgE come se fossero propri recettori.
Al frammento Fc di alcune immunoglobuline (principalmente IgG) si legano inoltre alcuni fattori della via classica del complemento, che utilizzano così l'anticorpo per ancorarsi alla superficie della particella estranea e mettere in atto quella cascata di reazioni volte alla sua eliminazione.